# Крісьє
Крісьє (фр. Crissier) — громада  в Швейцарії в кантоні Во, округ Лозанна-Захід.

## Географія
Громада розташована на відстані близько 80 км на південний захід від Берна, 5 км на північний захід від Лозанни.
Крісьє має площу 5,5 км², з яких на 48,2% дозволяється будівництво (житлове та будівництво доріг), 25,3% використовуються в сільськогосподарських цілях, 26,4% зайнято лісами, 0,2% не є продуктивними (річки, льодовики або гори).

## Демографія
2019 року в громаді мешкало 7965 осіб (+10,9% порівняно з 2010 роком), іноземців було 43,7%. Густота населення становила 1448 осіб/км².
За віковим діапазоном населення розподілялося таким чином: 22,7% — особи молодші 20 років, 63,4% — особи у віці 20—64 років, 13,9% — особи у віці 65 років та старші. Було 3172 помешкань (у середньому 2,4 особи в помешканні).
Із загальної кількості 9418 працюючих 21 був зайнятий в первинному секторі, 2802 — в обробній промисловості, 6595 — в галузі послуг.